# Yuma Hiroki
Yuma Hiroki (廣木 雄磨 Hiroki Yuma?, Tokio, 23 de julio de 1992) es un exfutbolista japonés que jugaba como defensa.

## Trayectoria

### Clubes
| Club                    | País      | Año       |
| ----------------------- | --------- | --------- |
| Renofa Yamaguchi F. C.  | Japón     | 2015-2018 |
| Fagiano Okayama         | Japón     | 2019-2022 |
| Boroondara Eagles F. C. | Australia | 2023      |